# Visconte di Rothermere
Il Visconte di Rothermere, di Hempstead nella contea del Kent, è un titolo nobiliare della Parìa del Regno Unito. Creato nel 1919, attualmente il titolo è detenuto da Sir Jonathan Harmsworth.

## Storia
Si tratta di un titolo esclusivo. È stato creato nel 1919 per il giornalista e editore britannico Harold Harmsworth, all'epoca già barone, cofondatore del quotidiano Daily Mail. In esso confluiscono i titoli già creati di baronetto di Horsey nella contea di Norfolk, il 14 luglio 1910, e il titolo barone Rothermere, di Hemsted (Kent), nel 1914. Ogni detentore dei titoli è stato presidente della Daily Mail & General Trust. A partire dal 2016 i titoli sono detenuti dal pronipote del primo visconte, il quarto visconte, succeduto a suo padre nel 1998.
Il primo visconte Rothermere era il fratello minore di Alfred Harmsworth, I Visconte di Northcliffe e il fratello maggiore di Cecil Harmsworth, I Barone Harmsworth, Sir Leicester Harmsworth, I Baronetto e Sir Hildebrand Harmsworth, I Baronetto.

### Successione
- Harold Sydney Harmsworth, 1° Visconte di Rothermere (1868–1940)
  - Sir Harold Alfred Vyvyan St George Harmsworth (1894–1918)
- Esmond Cecil Harmsworth, 2° Visconte di Rothermere (1898–1978)
- Vere Harold Esmond Harmsworth, 3° Visconte di Rothermere (1925–1998)
- Harold Jonathan Esmond Vere Harmsworth, 4th Visconte di Rothermere[6] (1967-presente)

L'erede è il figlio del detentore attuale, Sir Richard Jonathan Harold Vere Harmsworth (nato nel 1994)